# 彩画
彩画（さいが、繁体字中国語: 彩畫、ピンイン: cǎihuà）とは、中国に起源を持ち、漢字圏の仏教建築・宮殿・霊廟などの格式ある木造建築に施された、豪華絢爛な装飾画のことを指す。
中国では彩絵（さいえ）、日本では彩色（さいしき）とも称される。

## 概要
色鮮やかな彩画は、中国建築体系における重要な特徴の1つである。柱や梁、斗拱、桁、窓、懸魚、壁、天井、隅木、欄干などに施され、特に梁と桁に多く見られる。
起源は春秋時代に遡り、六朝から隋唐時代にかけて（222年～907年）、約700年間にわたり最盛期を迎えていた。
彩画は一般的に「漆の層」「下地の層」「顔料の層」という三層構造で作られている。また、単なる飾りではなく、木材の傷を隠す役割や、木材を湿気から守り、長期間保存する実用的な機能も持っている。使用される色は地域ごとの気候や風習、文化、伝統、四季折々に応じて、赤・黄・白・緑・黒といった色が「五行思想」に基づいて選ばれ、施されてきた。

## 中国の各時代の彩画

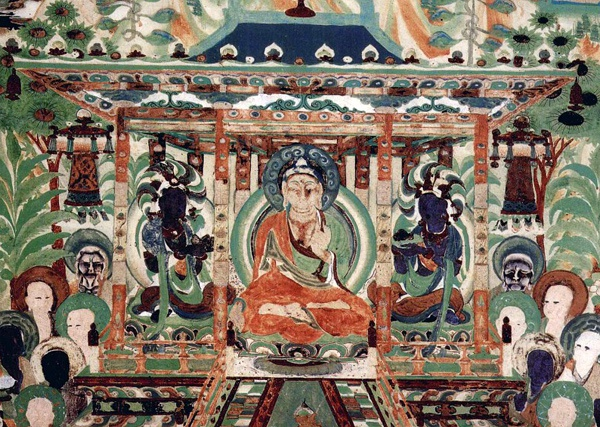
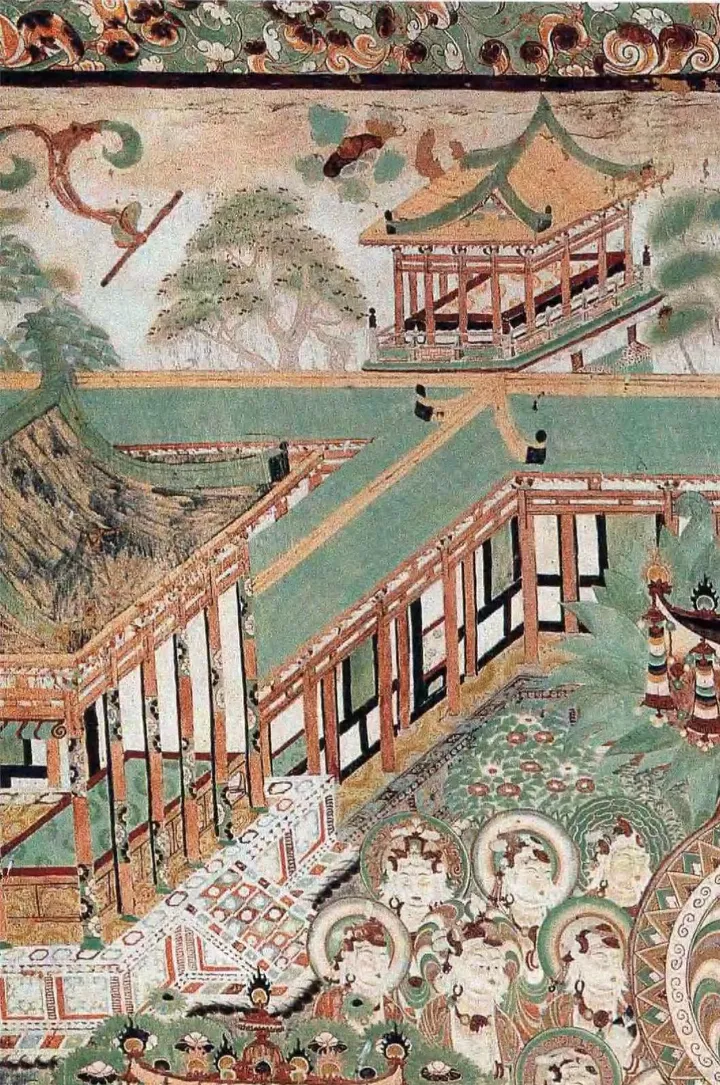
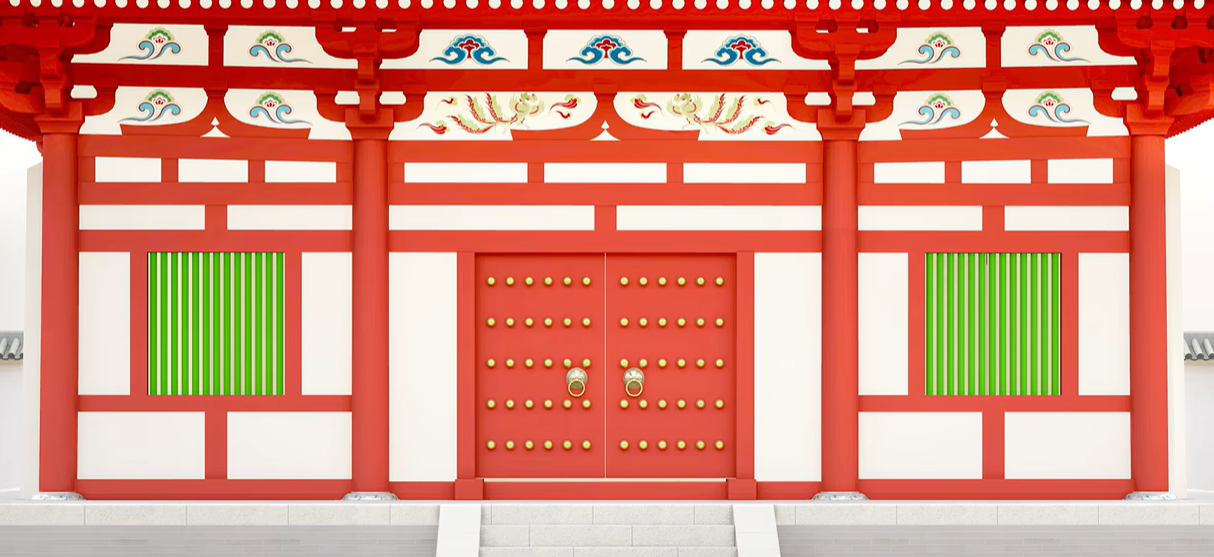
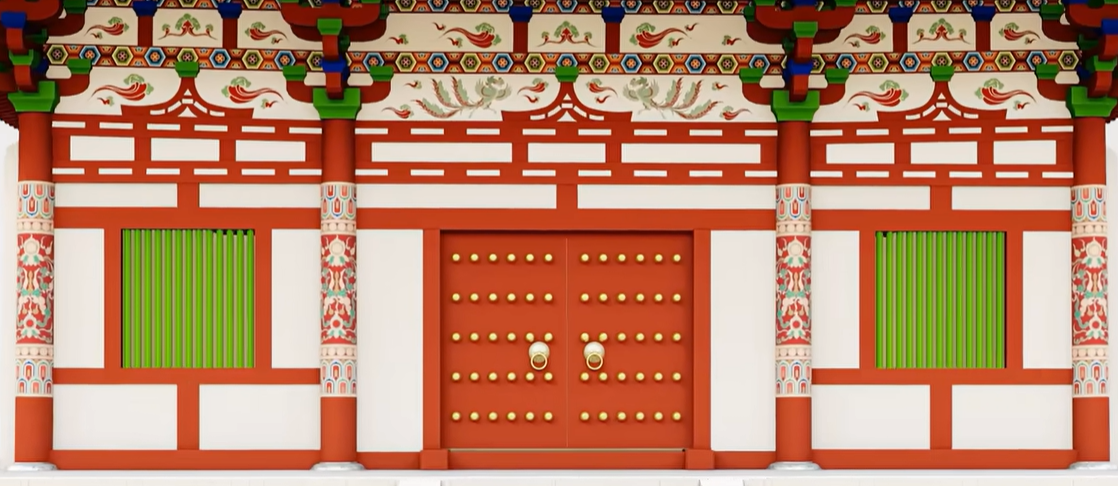
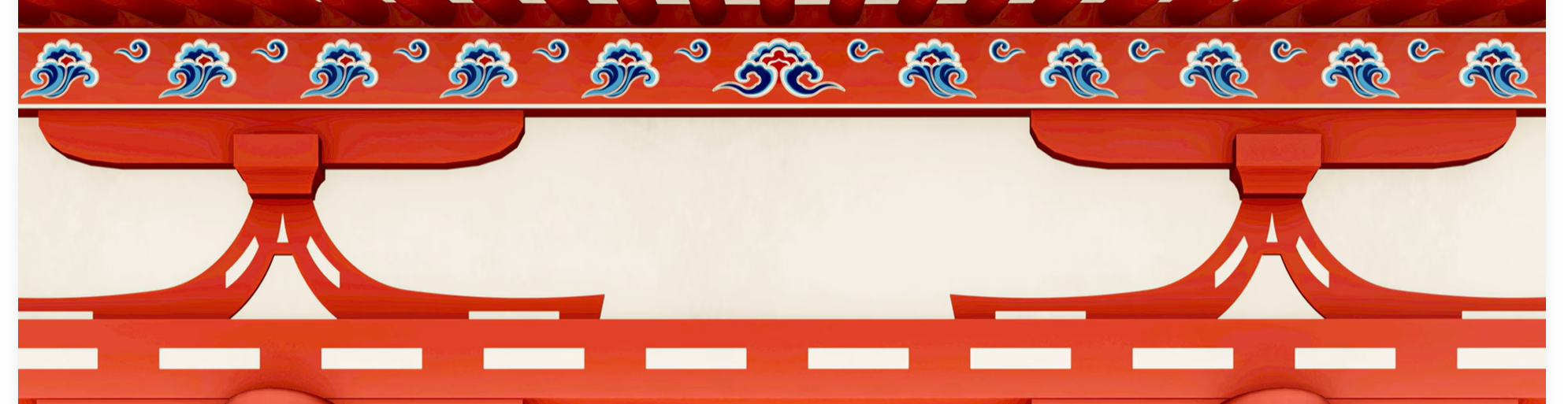
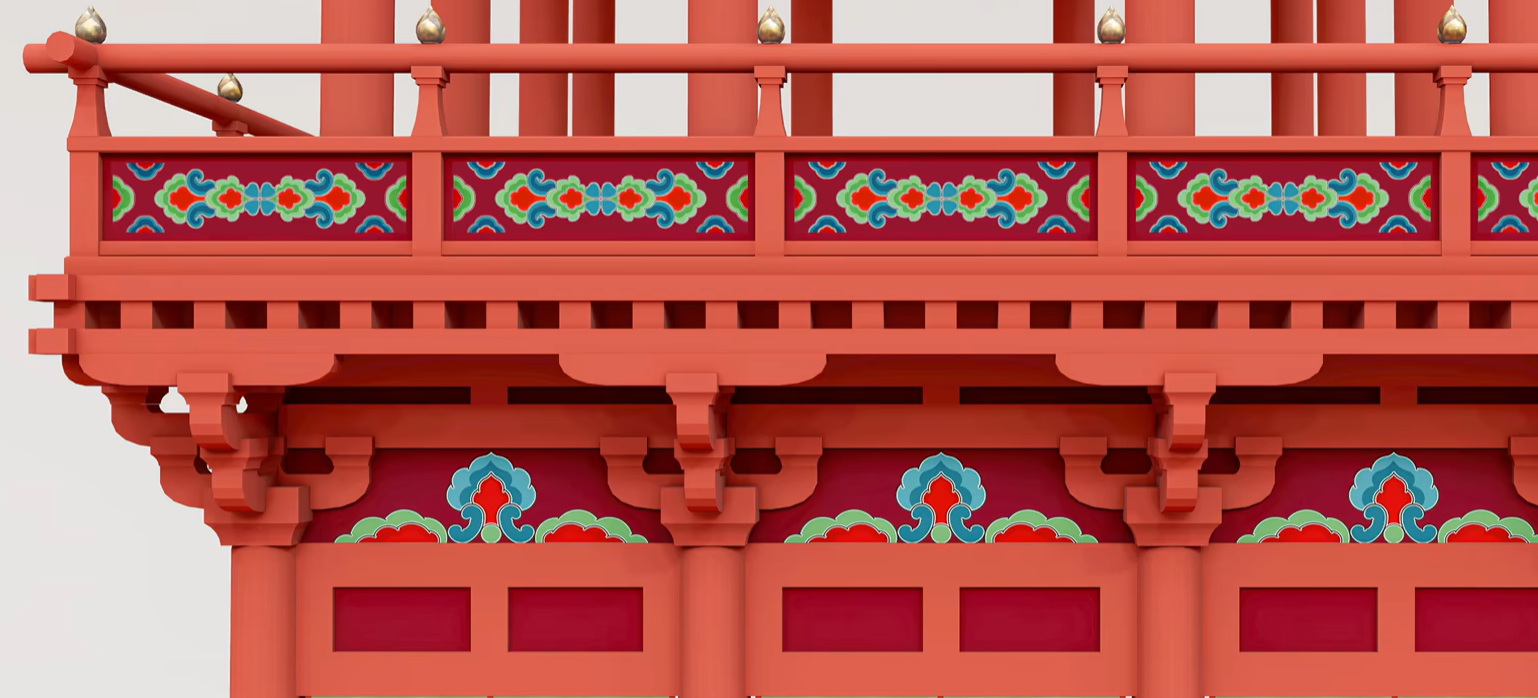

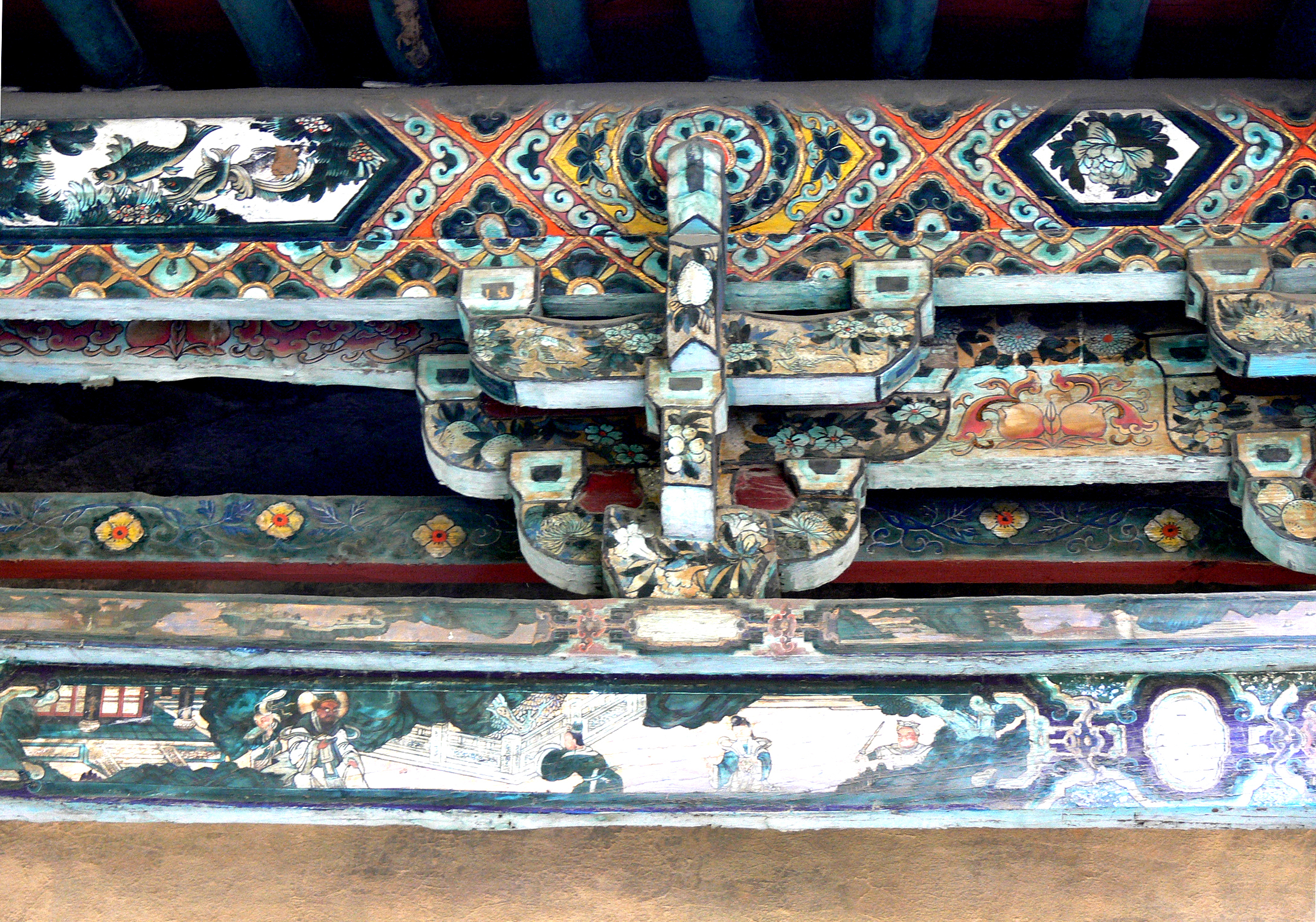
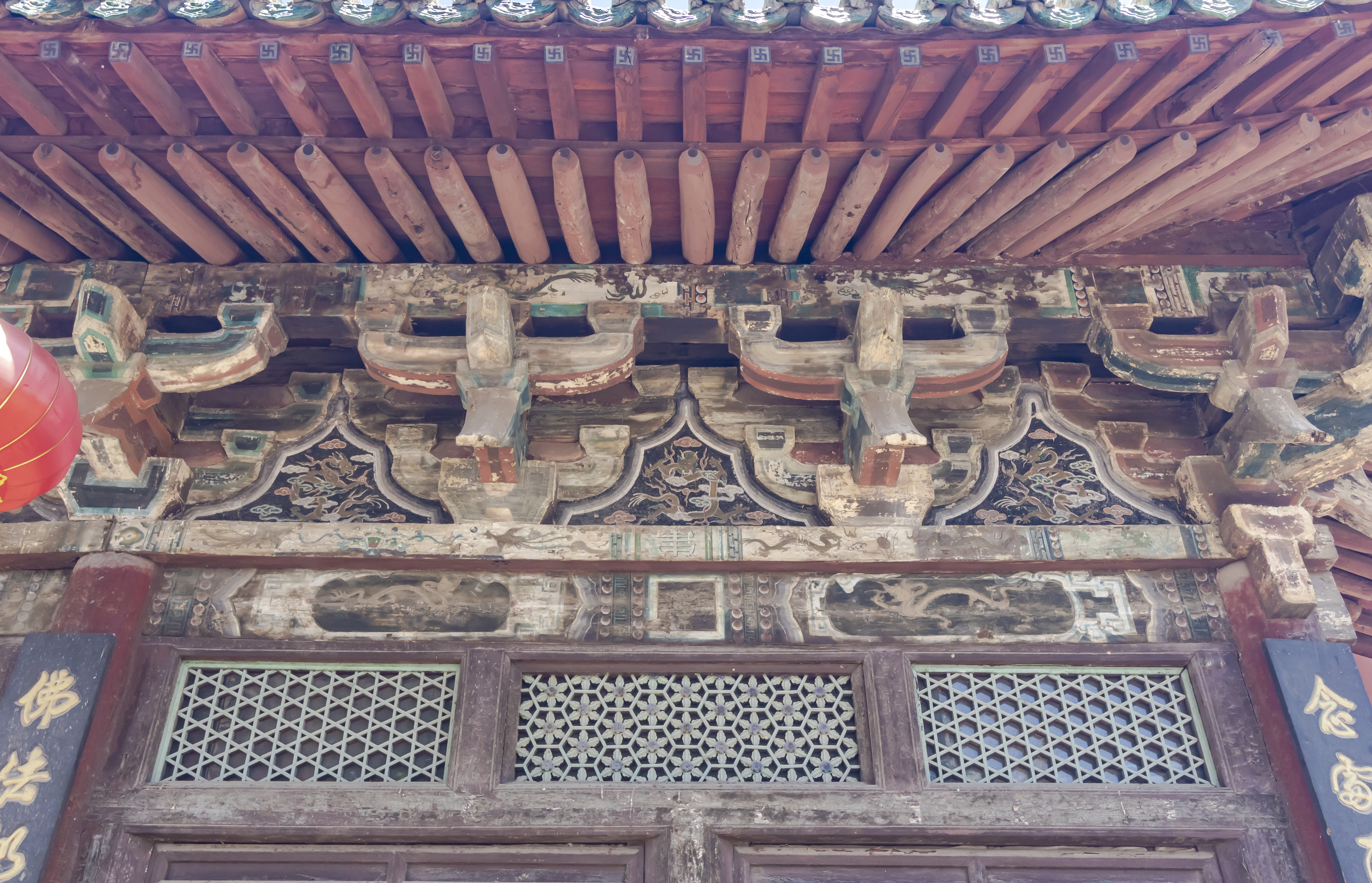
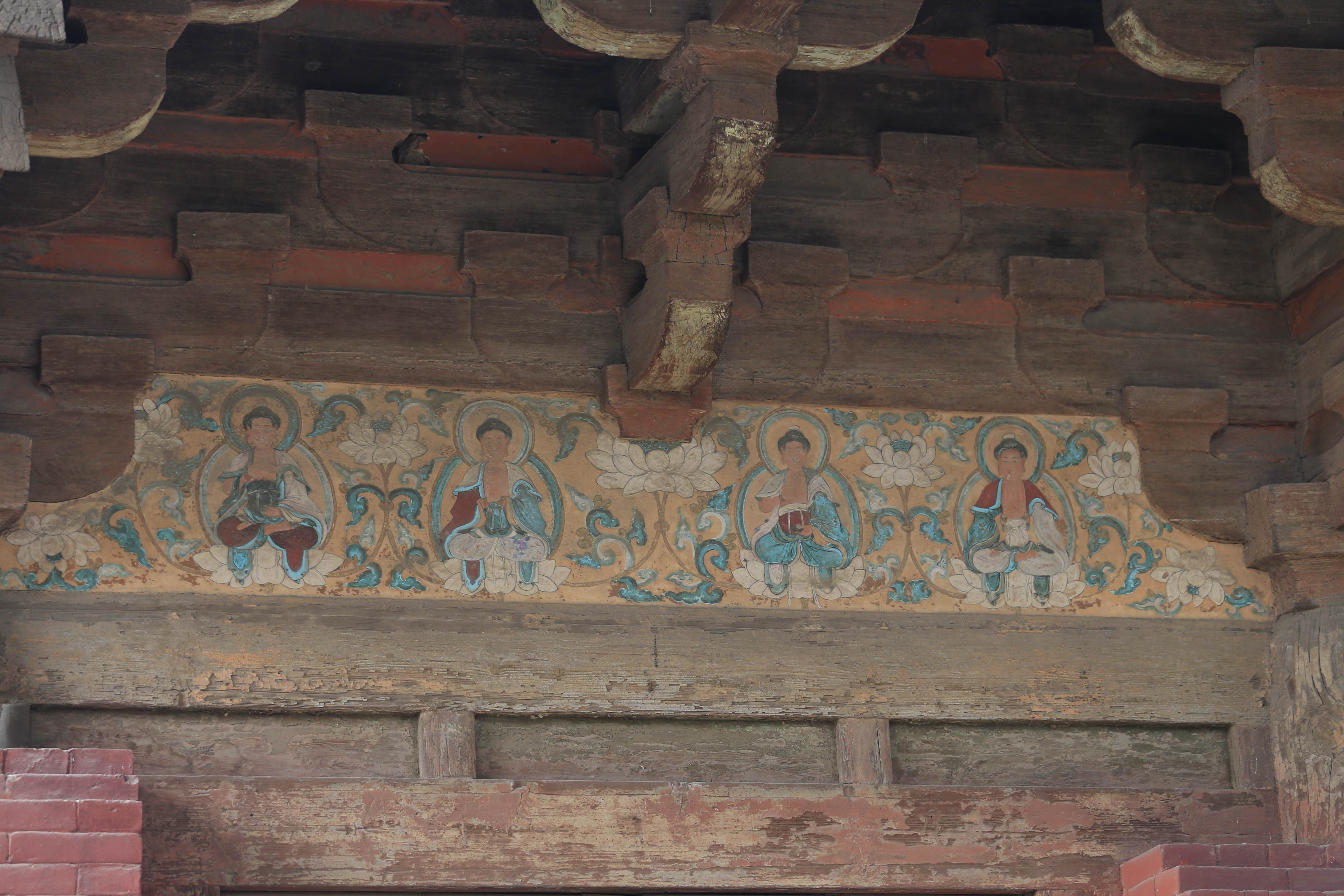
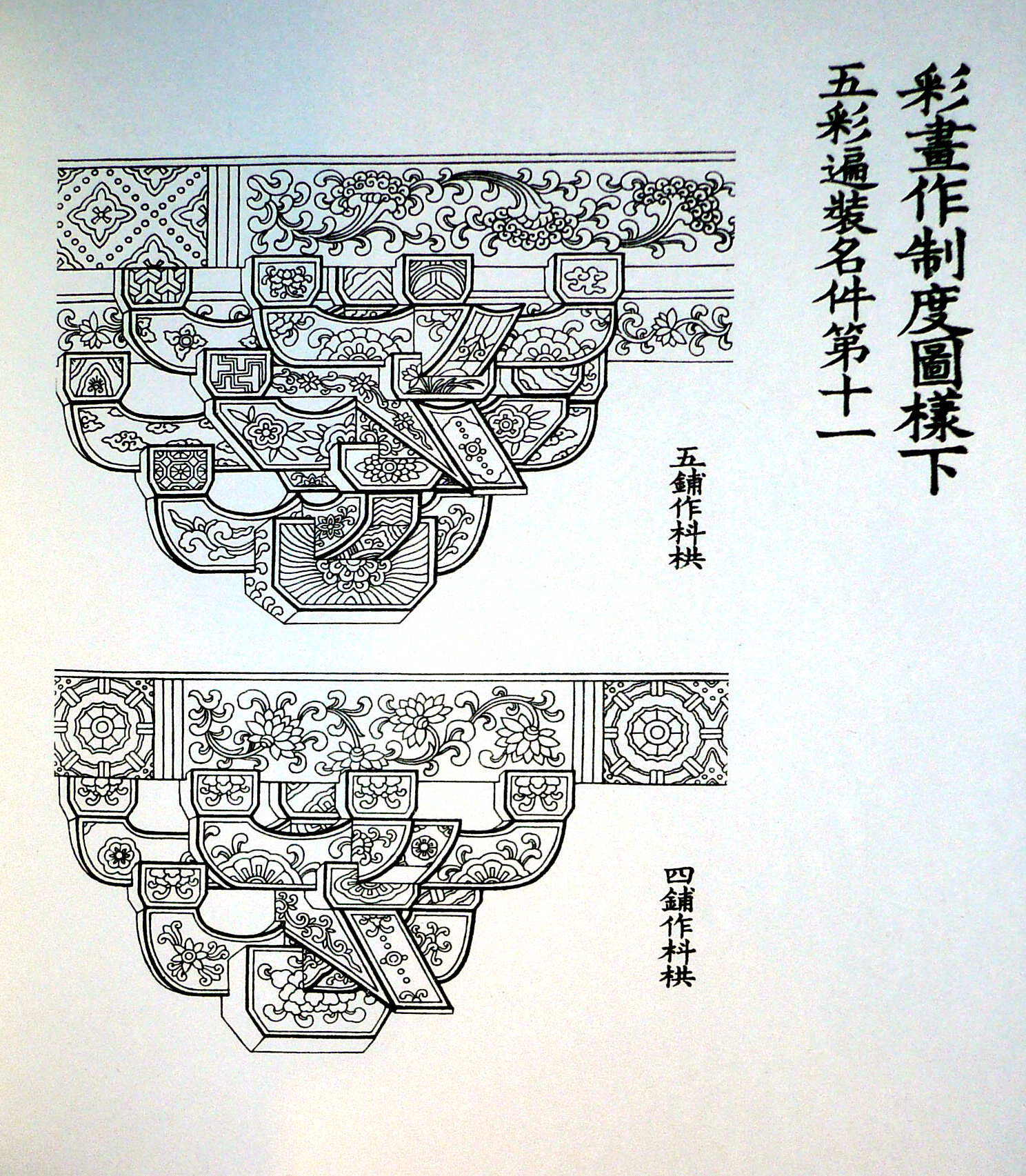
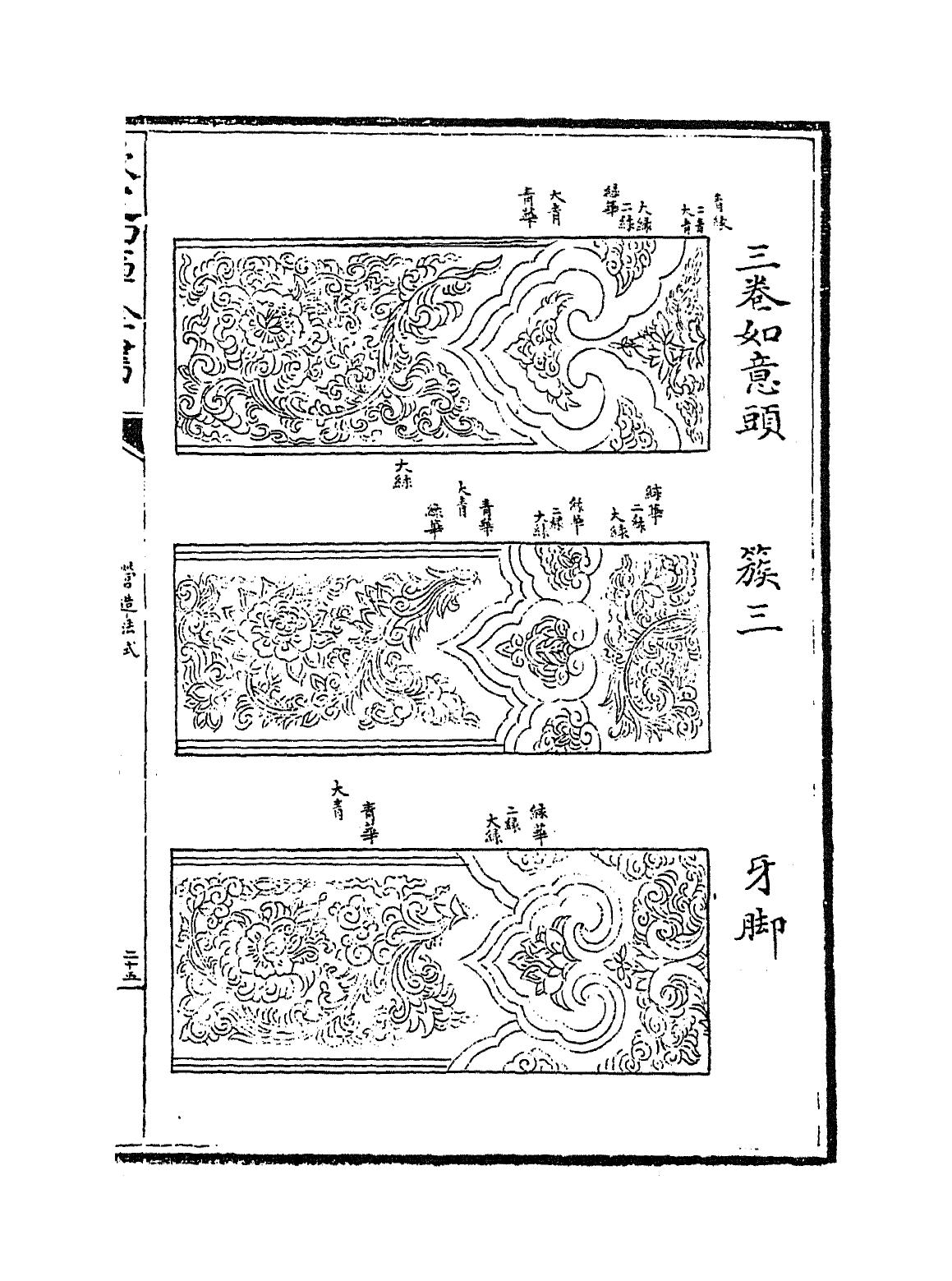
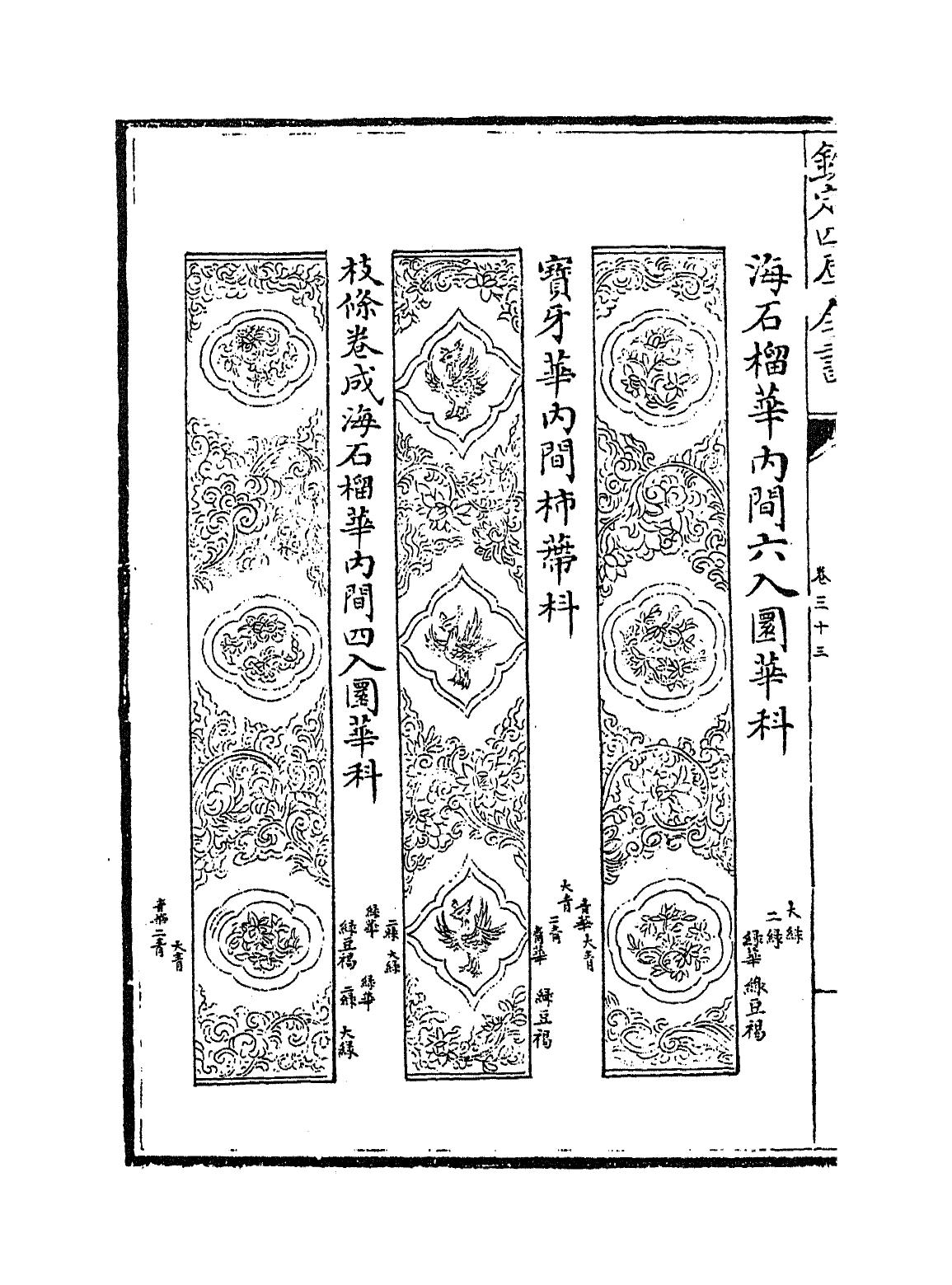
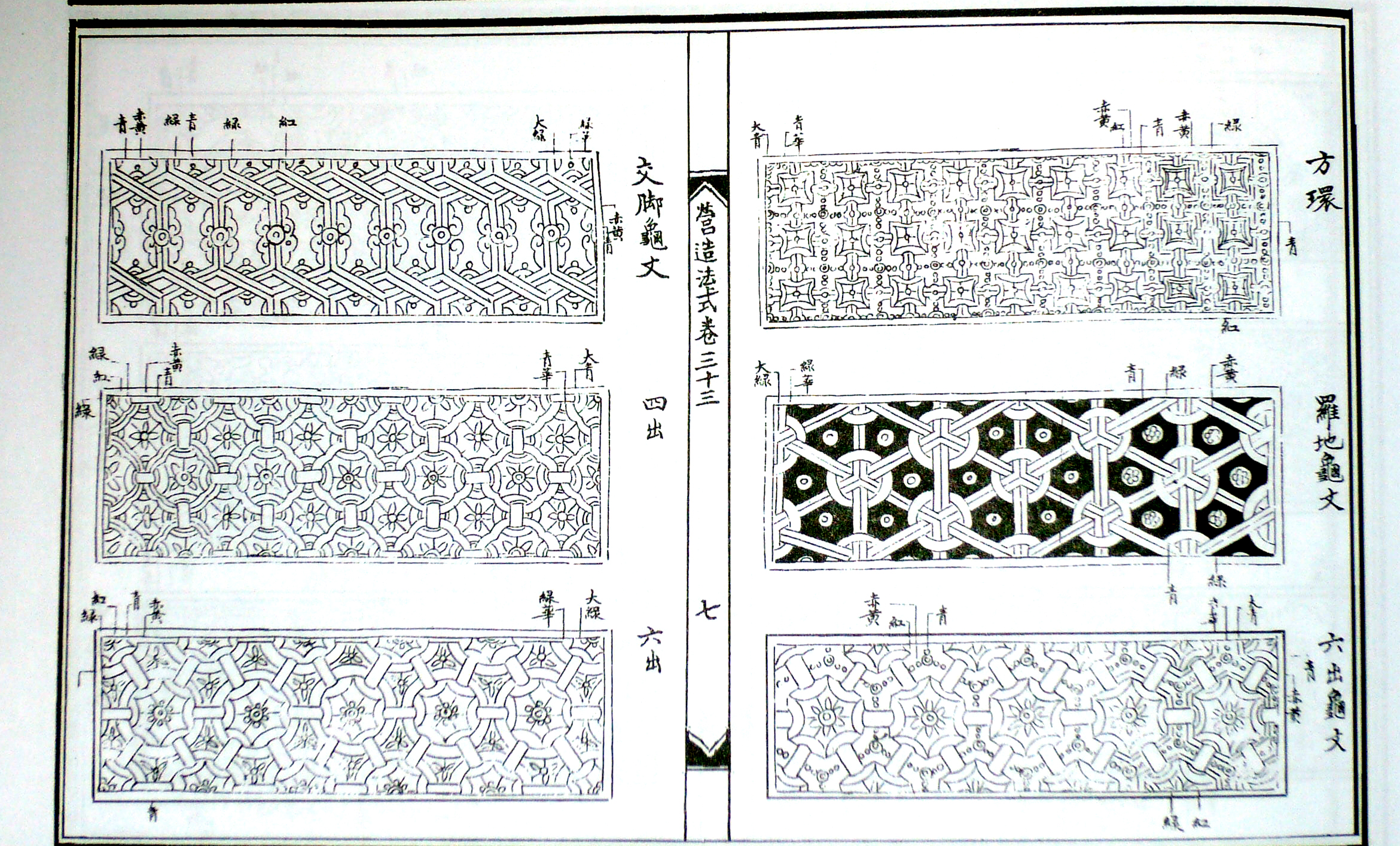

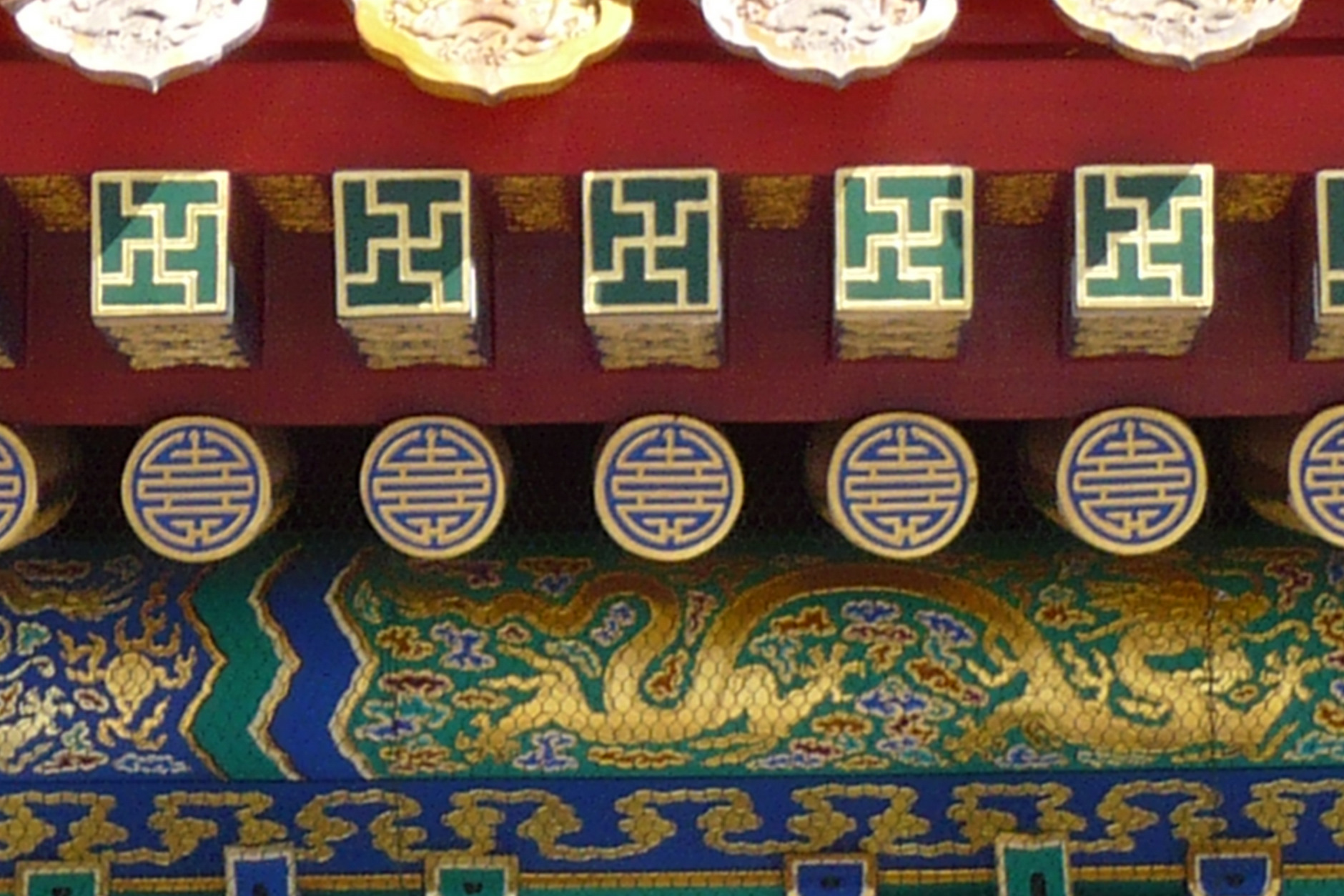
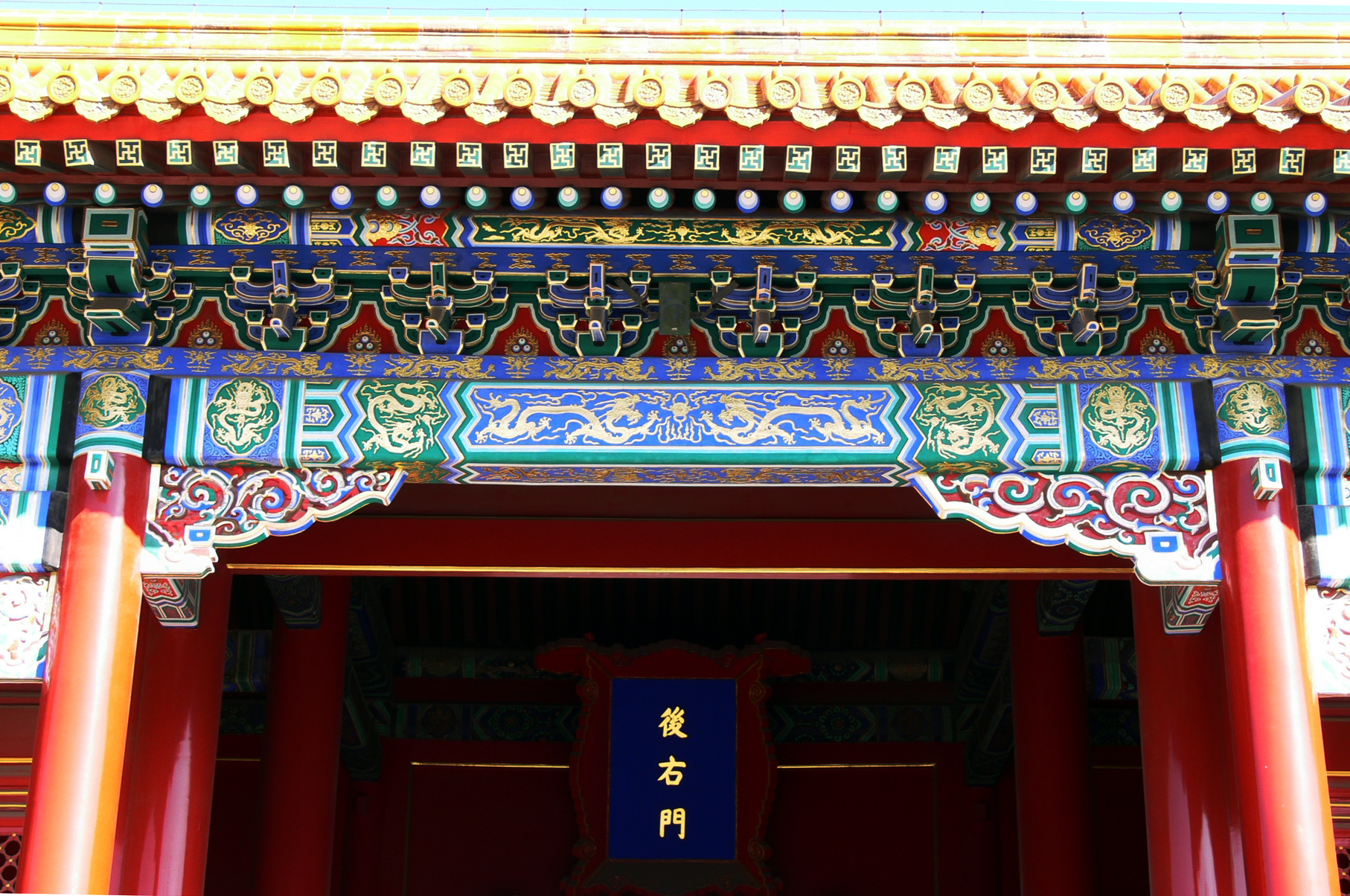
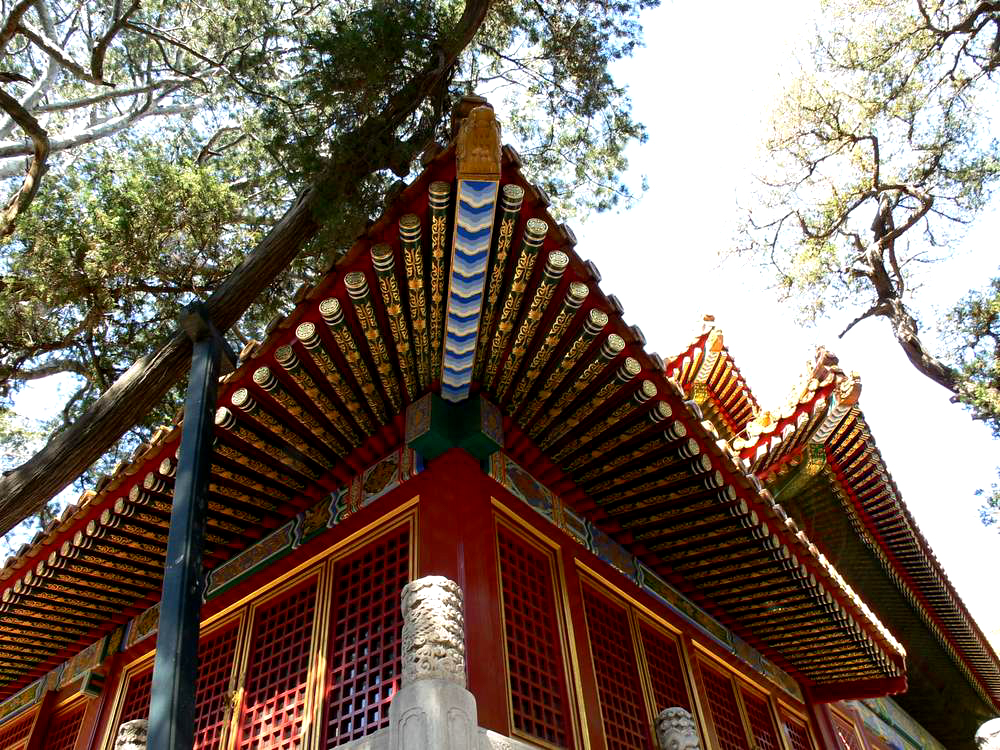
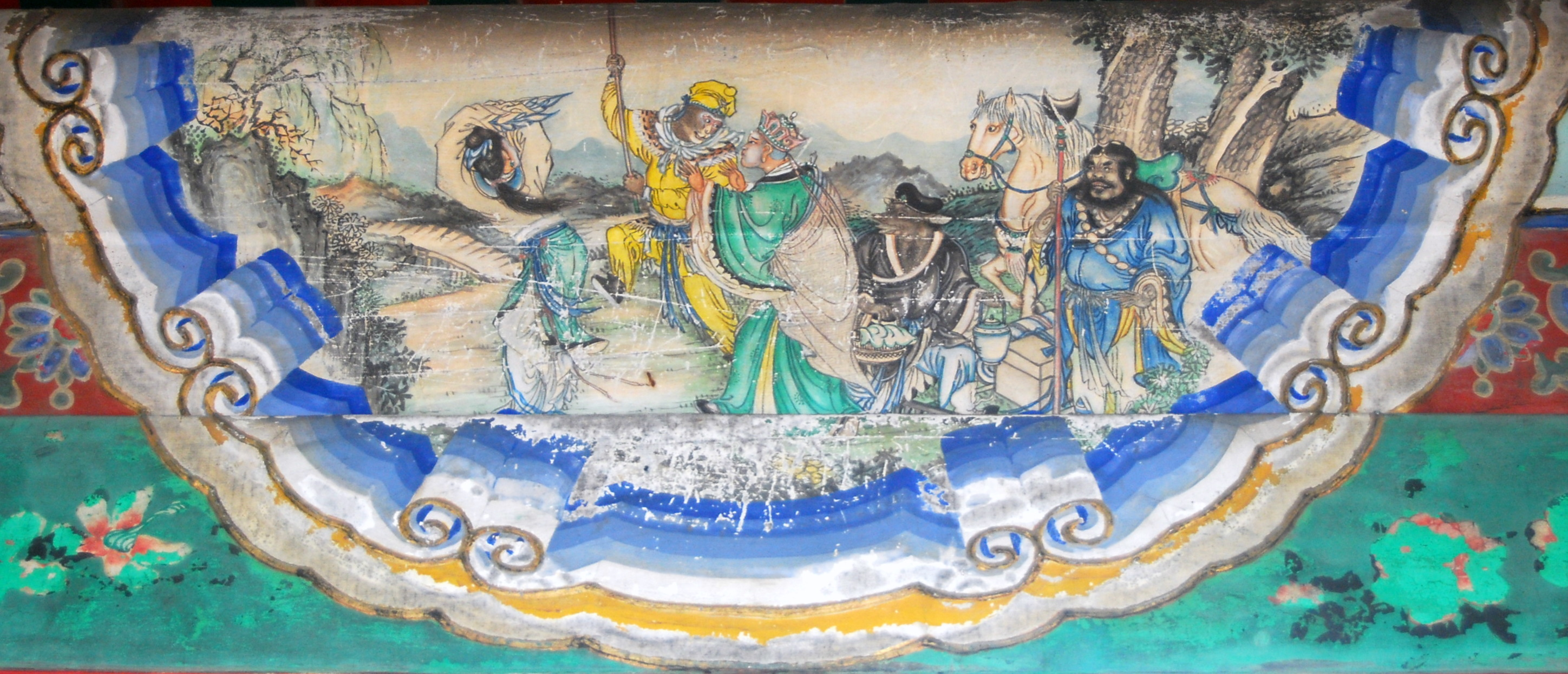
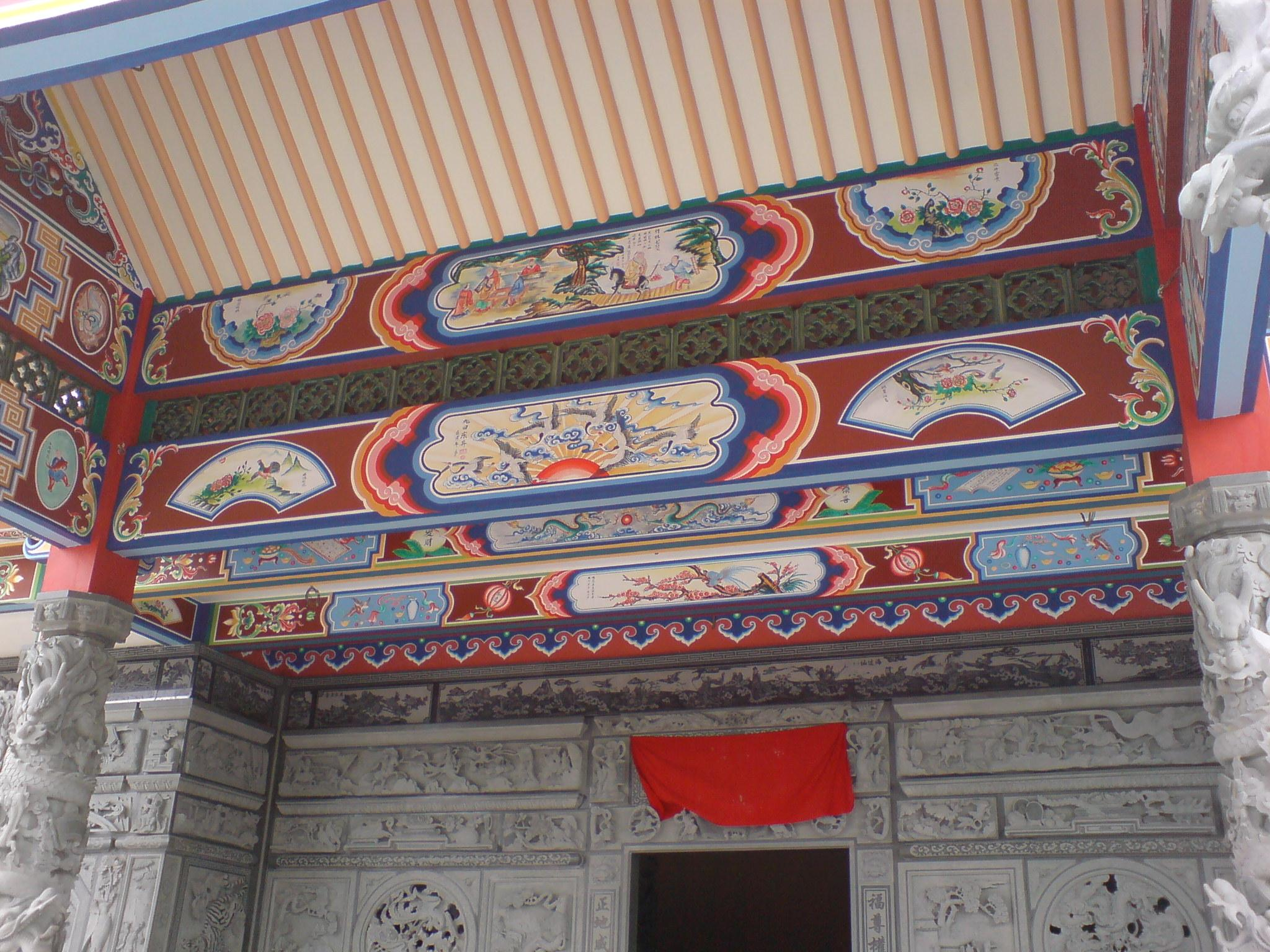
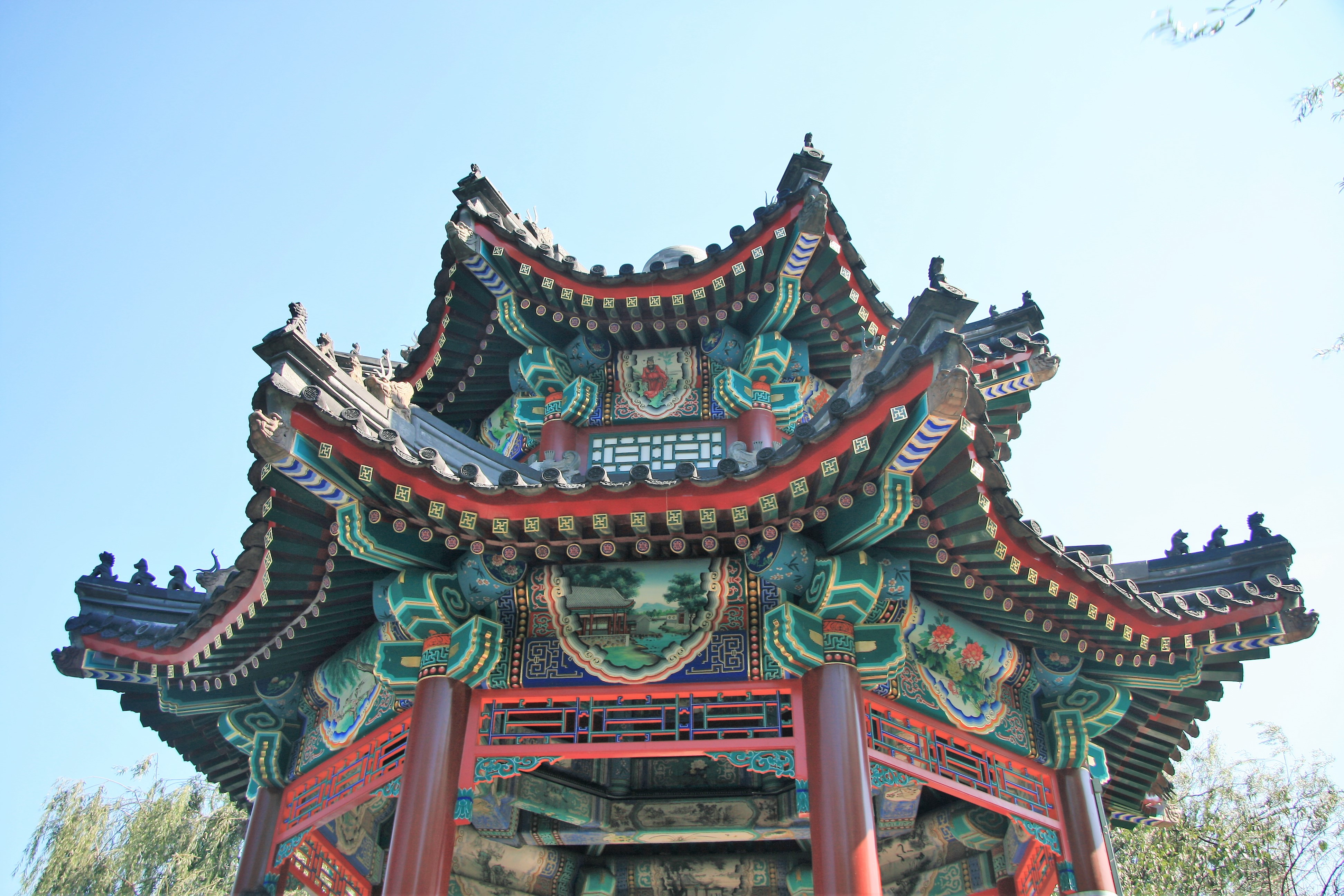

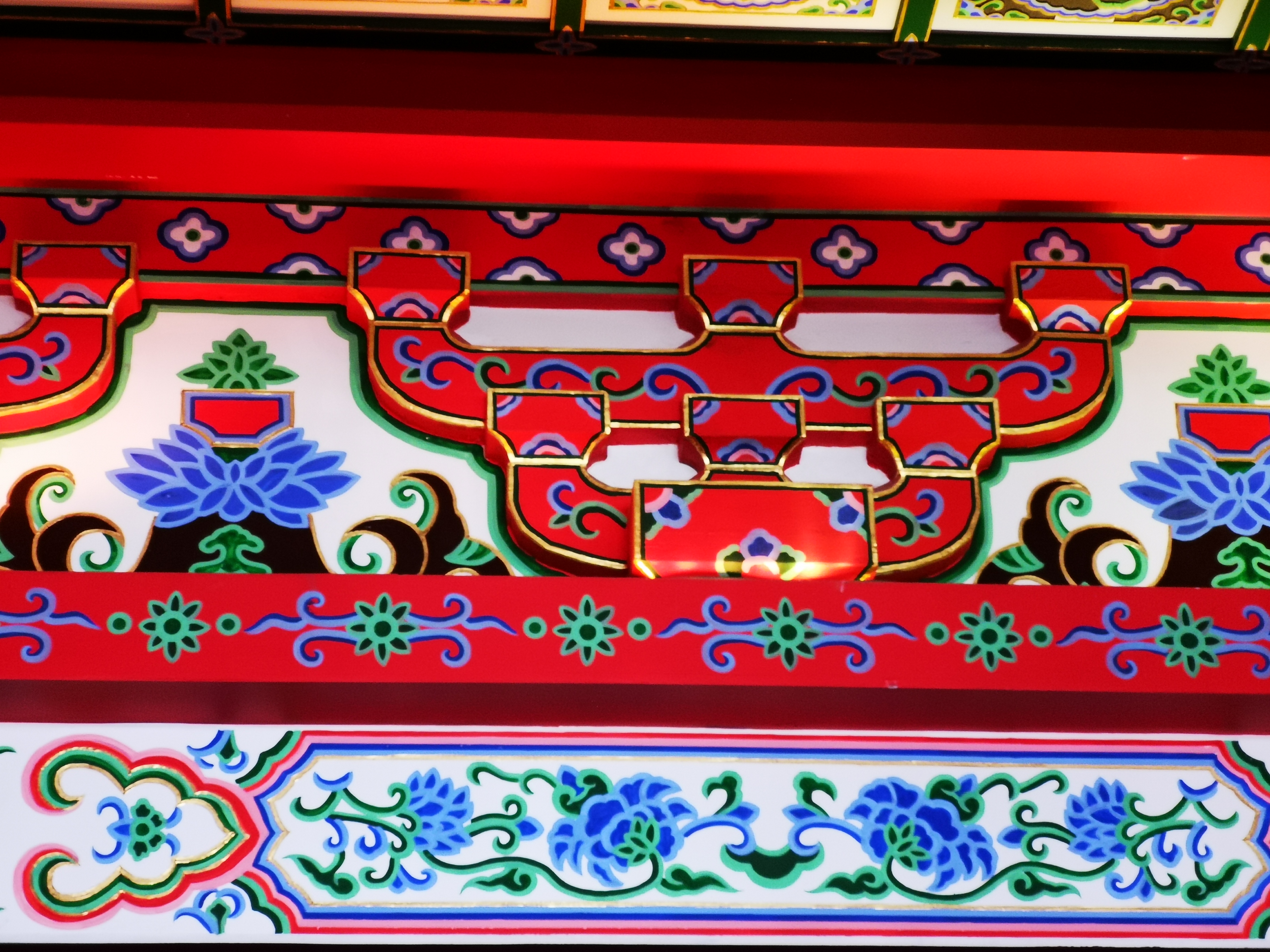
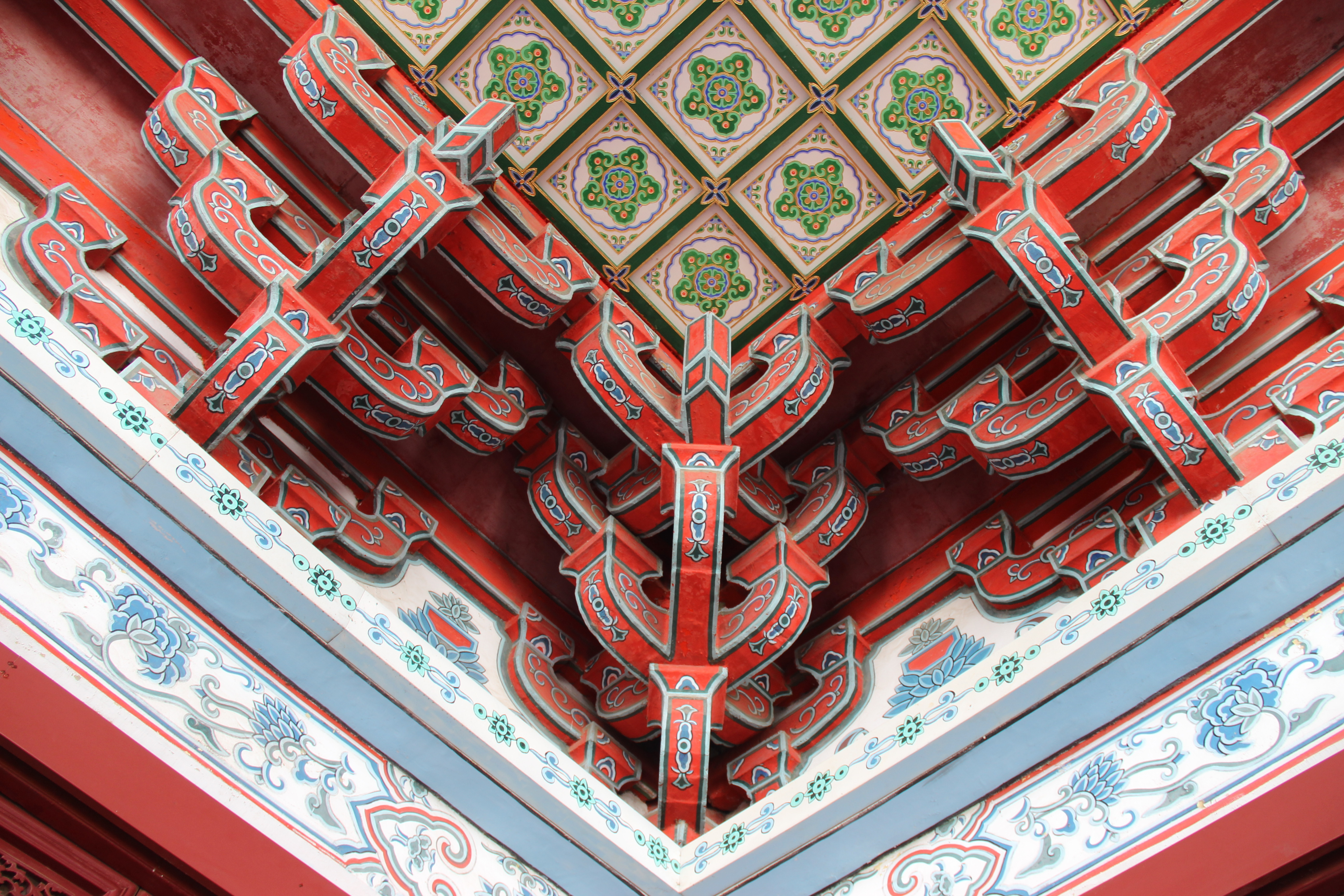
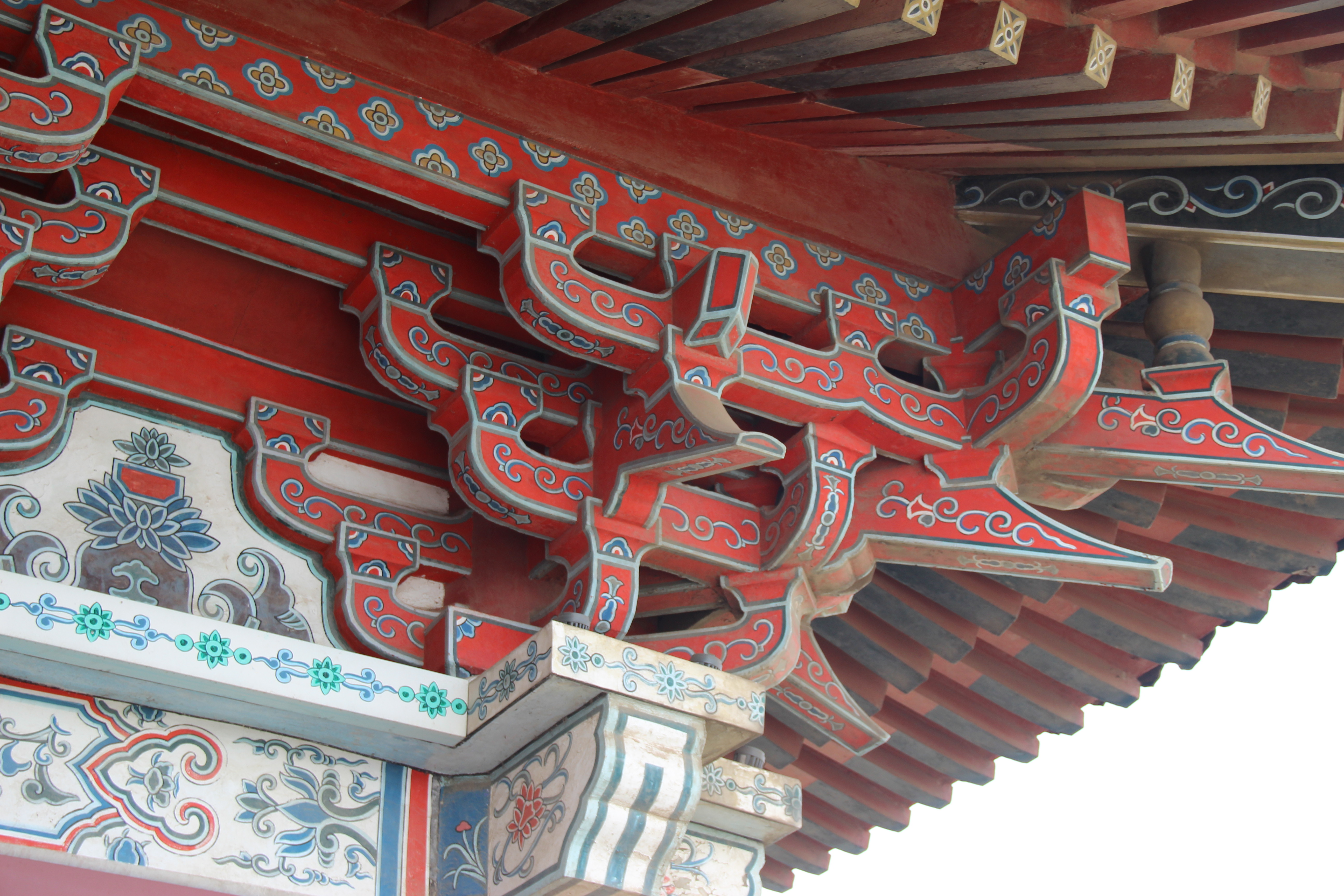
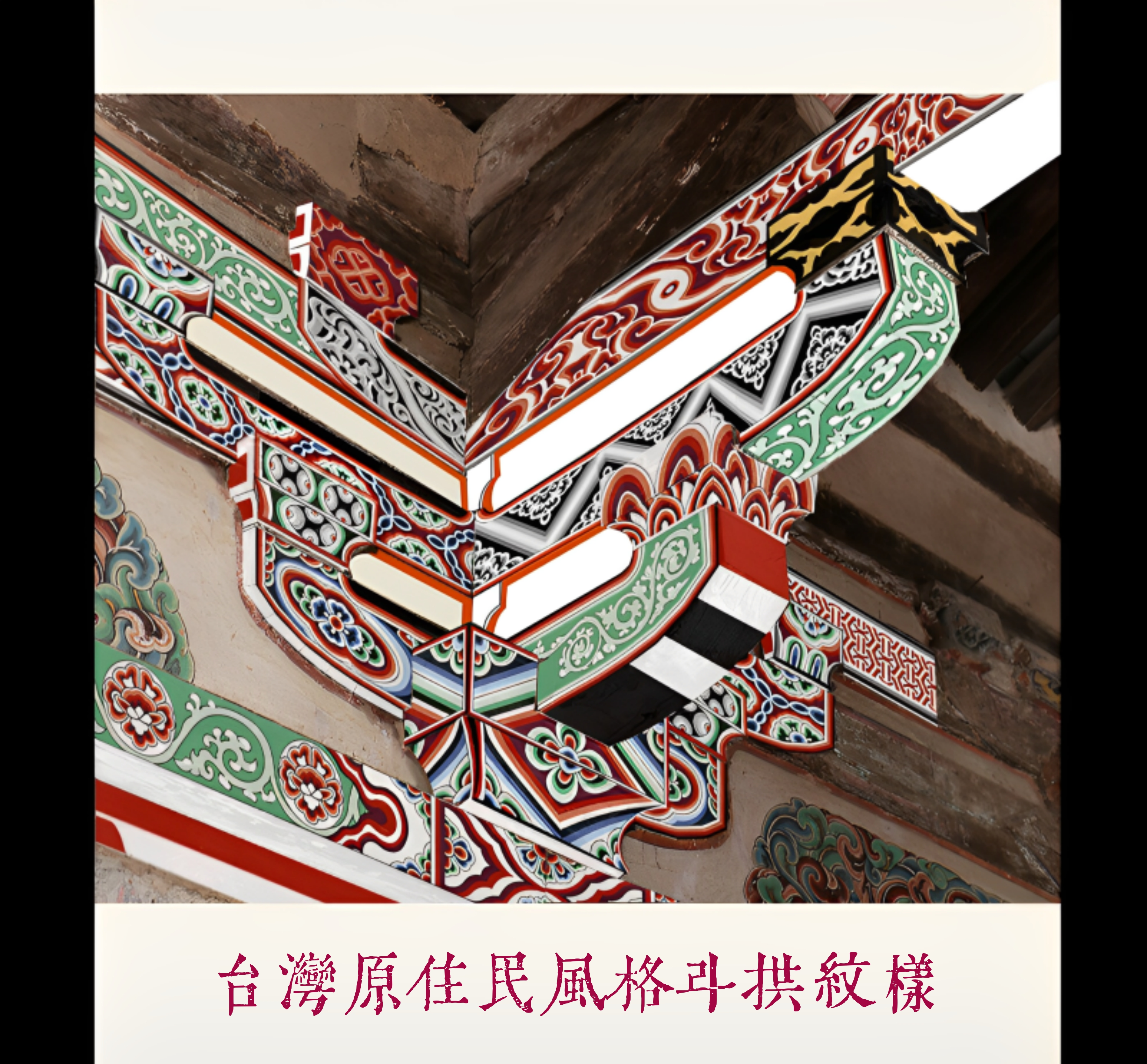
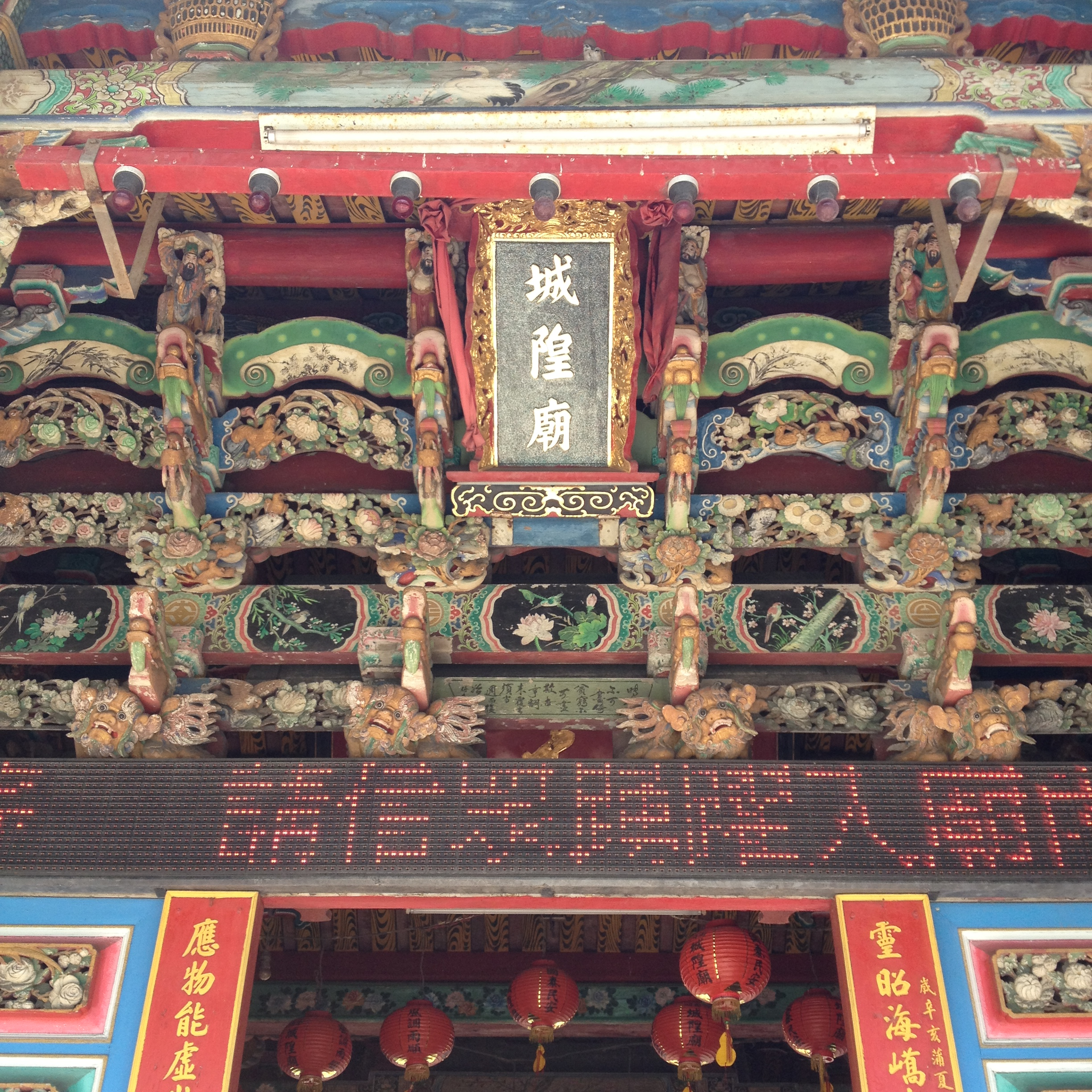

- 唐王朝の彩画：

- 宋王朝の彩画：

- 明王朝の彩画：

- 現代の中華人民共和国と台湾の彩画：